# Xenophilos (Komödiendichter)
Xenophilos (altgriechisch Ξενόφιλος, lateinisch Xenophilus) war ein Komödiendichter, der im 5. Jahrhundert v. Chr. wirkte. Von seinen Werken ist nichts überliefert. Inschriftlich ist bezeugt, dass er einmal an den Lenäen siegte und vielleicht einmal an den Dionysien.